# Sejm zwyczajny 1654
Sejm 1654 – sejm zwyczajny I Rzeczypospolitej został zwołany 11 listopada 1653 roku do Warszawy. 
24 listopada 1653 roku wydano instrukcje na sejmiki. Sejmiki przedsejmowe w województwach odbyły się 31 grudnia 1653 roku, a generalny korczyński 21 stycznia 1654 roku. 
Marszałkiem sejmu  obrano Franciszka Dubrawskiego, podkomorzego przemyskiego. Obrady sejmu trwały od 11 lutego do 28 marca 1654 roku. Sejm został zerwany przez Pawła Białobockiego.